# Dinamarca en los Juegos Olímpicos de Ámsterdam 1928
Dinamarca estuvo representada en los Juegos Olímpicos de Ámsterdam 1928 por un total de 91 deportistas que compitieron en 14 deportes.  
El portador de la bandera en la ceremonia de apertura fue el atleta Marius Jørgensen.

## Medallistas
El equipo olímpico danés obtuvo las siguientes medallas:
| Nombre                                                           | Deporte           | Competición             |
| ---------------------------------------------------------------- | ----------------- | ----------------------- |
| Oro                                                              |                   |                         |
| Henry Hansen                                                     | Ciclismo en ruta  | Contrarreloj ind. M     |
| Henry Hansen Orla Jørgensen Leo Nielsen                          | Ciclismo en ruta  | Contrarreloj por eqs. M |
| Willy Hansen                                                     | Ciclismo en pista | Contrarreloj M          |
| Plata                                                            |                   |                         |
| Aage Høy-Petersen Niels Otto Møller Peter Schlütter Vilhelm Vett | Vela              | 6 metre M               |
| Bronce                                                           |                   |                         |
| Michael Michaelsen                                               | Boxeo             | Pesado (79,4 kg) M      |
| Willy Hansen                                                     | Ciclismo en pista | Velocidad ind. M        |